# بریده (الاغواط)
بریده (به عربی: بریدة) یک شهرداری در الجزایر است که در استان الاغواط واقع شده‌است. بریده ۵٬۷۴۲ نفر جمعیت دارد.